# Microliza desiris
Microliza desiris är en insektsart som beskrevs av Medler 1991. Microliza desiris ingår i släktet Microliza och familjen Flatidae. Inga underarter finns listade i Catalogue of Life.